# История Сомалиленда
Сомалиленд — непризнанное государство, расположенное на севере полуострова Сомали.
Ранее территория Сомалиленда называлась Британское Сомали (с 1887 года). В 1960 году Сомали получила независимость, когда объединились две бывшие колонии — Итальянское Сомали и Британское Сомали. При этом отдельного государства Сомалиленд де-факто так и не появилось (хотя формально Государство Сомалиленд существовало с 26 июня по 1 июля 1960 года независимо от других стран), а референдума среди жителей колонии по статусу не проводилось, что, по мнению некоторых политологов, говорит о нарушении статьи 2
все народы … свободно устанавливают свой политический статус
 и статьи 4
…предоставить им (народам) возможность осуществить в условиях мира и свободы своё право на полную независимость
Декларации ООН «О предоставлении независимости колониальным странам и народам». Согласно другой точке зрения, данную декларацию не следует принимать во внимание, поскольку она была принята лишь в декабре 1960 года и не имеет обратной силы.

## Война за независимость
После объединения Сомали в одно государство жители бывшего Сомалиленда начали сталкиваться с ограничениями и дискриминацией, особенно после создания СДР.
6 апреля 1981 года в Лондоне было основано Сомалийское национальное движение, целью которого стала борьба против диктатуры Сиада Барре. В 1982 году движение перенесло свою штаб-квартиру в город Дыре-Дауа в Эфиопии. С территории страны они начали совершать партизанские рейды на территорию бывшего Сомалиленда.
В начале 1991 года Сомали по сути перестаёт существовать как государство, в мае СНД объявляет о создании независимого государства Сомалиленд. Если на территории бывшего Итальянского Сомали образовалось множество «удельных княжеств» во главе с полевыми командирами, постоянно конфликтующими между собой, то на территории Сомалиленда обстановка была сравнительно мирной, а уровень жизни — намного выше. Этим и объясняется единодушие жителей на референдуме.

## Современное положение

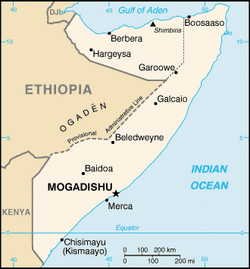
Карта Сомали и Сомалиленда (на севере обозначен пунктиром)

По состоянию на сентябрь 2011, несмотря на признаки государственности, официального признания Сомалиленд не получил.
В настоящее время ситуация в Сомалиленде относительно стабильная — война в 2006 между Союзом исламских судов, Эфиопией и основным Сомали мало затронула Сомалиленд.
Летом-осенью 2011 года Сомалиленд в числе прочих восточно-африканских стран пострадал от засухи и голода.